# Scottish League Cup
La Scottish League Cup, meglio nota in italiano come Coppa di Lega scozzese, è una competizione calcistica a cui partecipano tutti i club della Scottish Professional Football League. 
Conosciuta anche con il nome di Betfred Cup, derivante dalla società che sponsorizza la manifestazione, in passato ha preso il nome anche dalla Coca-Cola, dalla birra Skol, dalla distilleria Bell's e dalla compagnia assicuratrice Co-operative Insurance. I diritti televisivi e radiofonici dell'evento sono detenuti da BBC Scotland. È la coppa di lega nazionale più antica tra quelle esistenti (l'omonima competizione inglese è stata istituita nel 1960).

## Formula
La competizione è ad eliminazione diretta, con match di sola andata. In caso di pareggio sono previsti tempi supplementari ed eventuali calci di rigore. È prevista anche una fase a gironi preliminare, prima degli ottavi, da cui sono esentati i cinque club impegnati nelle coppe europee. La competizione ebbe inizio nella stagione 1946-1947 e fu vinta dai Rangers, che sconfissero l'Aberdeen nella prima finale.
Fino al 1999 la coppa veniva giocata durante la prima parte della stagione, terminando prima della pausa invernale, mentre successivamente le semifinali e le finali furono spostate nella seconda parte di stagione. Per questo motivo nell'anno solare 1999 non fu disputata nessuna finale.

## Albo d'oro
- 1945-1946  Aberdeen
- 1946-1947  Rangers (1)
- 1947-1948  East Fife (1)
- 1948-1949  Rangers (2)
- 1949-1950  East Fife (2)
- 1950-1951  Motherwell (1)
- 1951-1952  Dundee (1)
- 1952-1953  Dundee (2)
- 1953-1954  East Fife (3)
- 1954-1955  Hearts (1)
- 1955-1956  Aberdeen (1)
- 1956-1957  Celtic (1)
- 1957-1958  Celtic (2)
- 1958-1959  Hearts (2)
- 1959-1960  Hearts (3)
- 1960-1961  Rangers (3)
- 1961-1962  Rangers (4)
- 1962-1963  Hearts (4)
- 1963-1964  Rangers (5)
- 1964-1965  Rangers (6)

- 1965-1966  Celtic (3)
- 1966-1967  Celtic (4)
- 1967-1968  Celtic (5)
- 1968-1969  Celtic (6)
- 1969-1970  Celtic (7)
- 1970-1971  Rangers (7)
- 1971-1972  Partick Thistle (1)
- 1972-1973  Hibernian (1)
- 1973-1974  Dundee (3)
- 1974-1975  Celtic (8)
- 1975-1976  Rangers (8)
- 1976-1977  Aberdeen (2)
- 1977-1978  Rangers (9)
- 1978-1979  Rangers (10)
- 1979-1980  Dundee Utd (1)
- 1980-1981  Dundee Utd (2)
- 1981-1982  Rangers (11)
- 1982-1983  Celtic (9)
- 1983-1984  Rangers (12)
- 1984-1985  Rangers (13)

- 1985-1986  Aberdeen (3)
- 1986-1987  Rangers (14)
- 1987-1988  Rangers (15)
- 1988-1989  Rangers (16)
- 1989-1990  Aberdeen (4)
- 1990-1991  Rangers (17)
- 1991-1992  Hibernian (2)
- 1992-1993  Rangers (18)
- 1993-1994  Rangers (19)
- 1994-1995  Raith Rovers (1)
- 1995-1996  Aberdeen (5)
- 1996-1997  Rangers (20)
- 1997-1998  Celtic (10)
- 1998-1999  Rangers (21)
- 1999-2000  Celtic (11)
- 2000-2001  Celtic (12)
- 2001-2002  Rangers (22)
- 2002-2003  Rangers (23)
- 2003-2004  Livingston (1)
- 2004-2005  Rangers (24)

- 2005-2006  Celtic (13)
- 2006-2007  Hibernian (3)
- 2007-2008  Rangers (25)
- 2008-2009  Celtic (14)
- 2009-2010  Rangers (26)
- 2010-2011  Rangers (27)
- 2011-2012  Kilmarnock (1)
- 2012-2013  St. Mirren (1)
- 2013-2014  Aberdeen (6)
- 2014-2015  Celtic (15)
- 2015-2016  Ross County (1)
- 2016-2017  Celtic (16)
- 2017-2018  Celtic (17)
- 2018-2019  Celtic (18)
- 2019-2020  Celtic (19)
- 2020-2021  St. Johnstone (1)
- 2021-2022  Celtic (20)
- 2022-2023  Celtic (21)
- 2023-2024  Rangers (28)
- 2024-2025  Celtic (22)

## Vittorie per squadra
| Squadra         | Vittorie | Edizioni |
| --------------- | -------- | --- |
| Rangers         | 28       | 1947, 1949, 1961, 1962, 1964, 1965, 1971, 1976, 1978, 1979, 1982, 1984, 1985, 1987, 1988, 1989, 1991, 1993, 1994, 1997, 1999, 2002, 2003, 2005, 2008, 2010, 2011, 2024 |
| Celtic          | 22       | 1957, 1958, 1966, 1967, 1968, 1969, 1970, 1975, 1983, 1998, 2000, 2001, 2006, 2009, 2015, 2017, 2018, 2019, 2020, 2022, 2023, 2025                                     |
| Aberdeen        | 6        | (1946), 1956, 1977, 1986, 1990, 1996, 2014 |
| Hearts          | 4        | 1955, 1959, 1960, 1963 |
| Hibernian       | 3        | 1973, 1992, 2007 |
| Dundee          | 3        | 1952, 1953, 1974 |
| East Fife       | 3        | 1948, 1950, 1954 |
| Dundee Utd      | 2        | 1980, 1981 |
| Motherwell      | 1        | 1951 |
| Partick Thistle | 1        | 1972 |
| Raith Rovers    | 1        | 1995 |
| Livingston      | 1        | 2004 |
| Kilmarnock      | 1        | 2012 |
| St. Mirren      | 1        | 2013 |
| Ross County     | 1        | 2016 |
| St. Johnstone   | 1        | 2021 |